# Delgosha
Delgoshā (farsi دلگشا) è una città dello shahrestān di Malekshahi, circoscrizione di Ghachi, nella provincia di Ilam. Aveva, nel 2006, una popolazione di 3.931 abitanti.